# 杜氏組合
杜氏組合（とうじくみあい）とは、日本酒の酒造技術者である杜氏が作る組合。原則として杜氏集団（または流派）ごとに形成されている。

## 概要
小さな杜氏集団では、周辺のいくつかの杜氏集団と共同で一つの組合を持っている。杜氏全体の数が激減している近年、むしろそうした例のほうが多いといっても良い。

## 歴史
明治時代から昭和時代前期にかけては、激しく資本家である蔵元と労使関係として対立することもあったが、近年はとみに同じ杜氏集団の労務管理、福利厚生、技術の研鑽、後継者の育成などが主な仕事となっている。

## 全国の杜氏組合一覧
末尾の（　）内の数は1996年（平成8年）時点での、その組合への登録杜氏数である。
- 津軽杜氏組合

津軽杜氏の組織するもの。（6）
- 南部杜氏組合

南部杜氏の組織するもの。（387）
- 山内杜氏組合

山内杜氏の組織するもの。（48）
- 会津杜氏組合

会津杜氏の組織するもの。（7）
- 新潟県酒造従業員組合

越後杜氏の組織するもの。（324）
- 長野杜氏組合

小谷杜氏・諏訪杜氏・飯山杜氏が合同で組織するもの。（59）
- 能登杜氏組合

能登杜氏の組織するもの。（83）
- 越前糠杜氏組合

越前糠杜氏の組織するもの。（14）
- 大野杜氏組合

大野杜氏の組織するもの。（4）
- 丹波杜氏組合

丹波杜氏の組織するもの。（75）
- 南但杜氏組合

南但杜氏の組織するもの。（7）
- 但馬杜氏組合

但馬杜氏の組織するもの。（198）
- 城崎郡杜氏組合

城崎杜氏を主に、周辺の杜氏たちの組織するもの。（14）
- 岡山杜氏組合

備中杜氏の組織するもの。（31）
- 広島杜氏組合

三津杜氏（安芸津杜氏）などの、広島杜氏の組織するもの。（60）
- 出雲杜氏組合

出雲杜氏の組織するもの。（50）
- 石見杜氏組合

石見杜氏の組織するもの。（5）
- 大津杜氏組合

大津杜氏の組織するもの。（23）
- 山口杜氏組合

主として熊毛杜氏の組織するもの。（4）
- 高知杜氏組合

土佐杜氏の組織するもの。（5）
- 越智郡杜氏組合

越智杜氏の組織するもの。（10）
- 西宇和杜氏組合

伊方杜氏の組織するもの。（26）
- 九州杜氏組合

芥屋杜氏・筑後杜氏・三潴杜氏・柳川杜氏・久留米杜氏・肥前杜氏・平戸杜氏・生月杜氏・小値賀杜氏らが合同での組織するもの。（70）